# Stoliczkia borneensis
Espèce
Statut de conservation UICN

 LC  : Préoccupation mineure
Stoliczkia borneensis est une espèce de serpents de la famille des Xenodermatidae.

## Répartition
Cette espèce est endémique de Bornéo. Elle se rencontre au Sabah en Malaisie et au Kalimantan en Indonésie.

## Étymologie
Son nom d'espèce, composé de borne[o] et du suffixe latin -ensis, « qui vit dans, qui habite », lui a été donné en référence au lieu de sa découverte.

## Publication originale
- Boulenger, 1899 : Descriptions of three new reptiles and a new batrachian from Mount Kina Balu, North Borneo. Annals and Magazine of Natural History, sér. 7, vol. 4, p. 451-454 (texte intégral).